# مورتن جرونوالد
مورتن جرونوالد (بالدنماركية: Morten Grunwald)‏ هو ممثل دانمركي، ولد في 9 ديسمبر 1934 بأودنسه في الدنمارك.

## وصلات خارجية
- مورتن جرونوالد على موقع IMDb (الإنجليزية)
- مورتن جرونوالد على موقع ألو سيني (الفرنسية)
- مورتن جرونوالد على موقع ميوزك برينز (الإنجليزية)
- مورتن جرونوالد على موقع أول موفي (الإنجليزية)
- مورتن جرونوالد على موقع قاعدة بيانات الأفلام السويدية (السويدية)
- مورتن جرونوالد على موقع قاعدة بيانات الفيلم (الإنجليزية)
- مورتن جرونوالد على موقع كينوبويسك (الروسية)